# Willie Kent
Willie Kent (24 de febrero de 1936  - 2 de marzo de 2006)  fue un cantante, bajista y compositor de blues estadounidense de Chicago.

## Carrera
Nació en Inverness, Sunflower, Misisipi. Aunque había tocado el bajo en los clubes de Chicago desde la década de 1950, Kent trabajó a tiempo completo en carreras distintas a la música hasta que tuvo más de 50 años.  Después de una cirugía cardíaca, dejó de trabajar como camionero y formó una banda.  En 1971, Kent se instaló en Ma Bea's Lounge en West Madison, Chicago. La banda de la casa se hizo conocida como Sugar Bear and the Beehives, encabezada por Kent (the Sugar Bear) con el guitarrista Willie James Lyons y el baterista Robert Plunkett. Durante los siguientes seis años, esta compañía respaldó a músicos visitantes, como Fenton Robinson, Hubert Sumlin, Eddy Clearwater, Jimmy Johnson, Carey Bell, Buster Benton, John Littlejohn, Casey Jones y Mighty Joe Young. La competente interpretación de la banda de la casa los llevó a grabar un álbum en vivo en octubre de 1975 en Ma Bea's, anunciado como Ghetto . 
Continuó tocando en vivo, incluso después de que le diagnosticaran cáncer de colon a principios de 2005. Murió en Englewood, Illinois, en marzo de 2006.  

## Discografía
- 1975 – Ghetto (Storyville Records)
- 1989 – I'm What You Need (Big Boy Records)
- 1991 – Ain't It Nice (Delmark Records)
- 1991 – King of Chicago's West Side Blues (Wolf Records)
- 1993 – Live at B.L.U.E.S. in Chicago (Wolf Records)
- 1994 – Too Hurt to Cry (Delmark Records)
- 1995 – Blues and Trouble (Isabel Records)
- 1996 – Long Way to Ol' Miss (Delmark Records)
- 1998 – Everybody Needs Somebody (Wolf Records)
- 1998 – Make Room for the Blues (Delmark Records)
- 1998 – Who's Been Talking con Lil' Ed Williams (Earwig Music Company)
- 2001 – Comin' Alive! (Blue Chicago Records)

## Premios y honores
- Premios WC Handy: Mejor instrumentista de blues, bajo 1995, 1997, 1998, 1999, 2000, 2001, 2002, 2003, 2004 y 2005
- Elección de la crítica: Músico de blues más destacado, bajo de la revista Living Blues (1995, 1996, 1997, 1998, 1999, 2001)
- Elección de los lectores: Álbum del año 2001 de la revista Soul Bag, Francia, por Comin' Alive
- Elección de la crítica: Álbum del año 2001 de la revista Soul Bag, Francia, por Comin' Alive
- Premio France Blues: Mejor músico de blues, bajo de los años 2002, 2003
- Álbum del año 1998 de Chicago: por Make Room for the Blues
- Mejor grabación de blues del año 1991 de la Biblioteca del Congreso: por Ain't It Nice